# Amedeo III di Savoia (vescovo)
Amedeo III di Savoia (Francia, ... – Moriana, 1255/1258) è stato un vescovo cattolico francese.

## Biografia
Era figlio del conte di Savoia Tommaso I e di Margherita di Ginevra. Suoi fratelli furono i futuri conti Amedeo IV, Pietro II e Filippo I, signore del Piemonte, Tommaso II, e i prelati Guglielmo, principe vescovo di Liegi e Winchester, e Bonifacio, arcivescovo di Canterbury.
Amedeo apparteneva all'ordine dei Certosini quando fu scelto dal capitolo di San Giovanni per guidare la diocesi di Maurienne. Fu fatto vescovo di San Giovanni di Moriana, secondo la tradizione storica, il 4 delle calende di aprile 1235 Nello stesso anno eresse un ospedale a Ripaglia, sul lago di Ginevra.
Amedeo morì nel 1255, secondo il conte di Foras, o nel 1258, secondo François Mugnier. Joseph-Antoine Besson ha indicato che «coloro che collocano la sua morte nel 1268 si sbagliano, essa è avvenuta almeno dieci o dodici anni prima».

## Ascendenza
|                        |                     |                      | Genitori                      |  |  | Nonni |  |  | Bisnonni             |  |  | Trisnonni            |  |
|                        |                     |                      |                               |  |  |       |  |  | Amedeo III di Savoia |  |  | Umberto II di Savoia |  |
|                        |                     |                      |                               |  |  |       |  |  | Amedeo III di Savoia |  |  | Umberto II di Savoia |  |
|                        |                     | Giselda di Borgogna  |                               |  |  |       |  |  | Amedeo III di Savoia |  |  |                      |  |
| Umberto III di Savoia  |                     |                      |                               |  |  |       |  |  | Amedeo III di Savoia |  |  |                      |  |
|                        |                     | Mahaut d'Albon       | Ghigo III d'Albon             |  |  |       |  |  |                      |  |  |                      |  |
|                        |                     | Mahaut d'Albon       | Ghigo III d'Albon             |  |  |       |  |  |                      |  |  |                      |  |
|                        |                     | Mahaut d'Albon       | Matilde d'Inghilterra         |  |  |       |  |  |                      |  |  |                      |  |
| Tommaso I di Savoia    |                     | Mahaut d'Albon       |                               |  |  |       |  |  |                      |  |  |                      |  |
|                        |                     | Gerardo I di Mâcon   | Guglielmo IV di Borgogna      |  |  |       |  |  |                      |  |  |                      |  |
|                        |                     | Gerardo I di Mâcon   | Guglielmo IV di Borgogna      |  |  |       |  |  |                      |  |  |                      |  |
|                        |                     | Gerardo I di Mâcon   | Poncette de Traves            |  |  |       |  |  |                      |  |  |                      |  |
| Beatrice di Mâcon      |                     | Gerardo I di Mâcon   |                               |  |  |       |  |  |                      |  |  |                      |  |
|                        |                     | Maurette di Salins   | Gaucher IV de Salins          |  |  |       |  |  |                      |  |  |                      |  |
|                        |                     | Maurette di Salins   | Gaucher IV de Salins          |  |  |       |  |  |                      |  |  |                      |  |
|                        |                     | Maurette di Salins   | …                             |  |  |       |  |  |                      |  |  |                      |  |
| Amedeo III di Savoia   |                     | Maurette di Salins   |                               |  |  |       |  |  |                      |  |  |                      |  |
|                        | Amedeo I di Ginevra | Aimone I di Ginevra  |                               |  |  |       |  |  |                      |  |  |                      |  |
|                        | Amedeo I di Ginevra | Aimone I di Ginevra  |                               |  |  |       |  |  |                      |  |  |                      |  |
|                        | Amedeo I di Ginevra | Ida di Faucigny      |                               |  |  |       |  |  |                      |  |  |                      |  |
| Guglielmo I di Ginevra | Amedeo I di Ginevra |                      |                               |  |  |       |  |  |                      |  |  |                      |  |
|                        |                     | Matilde di Cuiseaux  | Ugo I di Cuiseaux e Clairvaux |  |  |       |  |  |                      |  |  |                      |  |
|                        |                     | Matilde di Cuiseaux  | Ugo I di Cuiseaux e Clairvaux |  |  |       |  |  |                      |  |  |                      |  |
|                        |                     | Matilde di Cuiseaux  | Adelina                       |  |  |       |  |  |                      |  |  |                      |  |
| Margherita di Ginevra  |                     | Matilde di Cuiseaux  |                               |  |  |       |  |  |                      |  |  |                      |  |
|                        |                     | Aimone I di Faucigny | Rodolfo I di Faucigny         |  |  |       |  |  |                      |  |  |                      |  |
|                        |                     | Aimone I di Faucigny | Rodolfo I di Faucigny         |  |  |       |  |  |                      |  |  |                      |  |
|                        |                     | Aimone I di Faucigny | …                             |  |  |       |  |  |                      |  |  |                      |  |
| Beatrice di Faucigny   |                     | Aimone I di Faucigny |                               |  |  |       |  |  |                      |  |  |                      |  |
|                        |                     | Clemenza di Briançon | …                             |  |  |       |  |  |                      |  |  |                      |  |
|                        |                     | Clemenza di Briançon | …                             |  |  |       |  |  |                      |  |  |                      |  |
|                        |                     | Clemenza di Briançon | …                             |  |  |       |  |  |                      |  |  |                      |  |
|                        |                     | Clemenza di Briançon |                               |  |  |       |  |  |                      |  |  |                      |  |